# Giuseppe Sinopoli
Giuseppe Sinopoli (Venecia; 2 de noviembre de 1946 - Berlín; 20 de abril de 2001) fue un compositor y director de orquesta italiano, apreciado por sus versiones de Strauss, Mahler, Bruckner, Brahms, Schumann, Wagner, Verdi y Puccini.

## Vida
Inició sus estudios musicales de órgano en el Conservatorio de Messina y los continuó en el Conservatorio Benedetto Marcello de Venecia.
Inclinado en principio por la composición gracias a las enseñanzas de Franco Donatoni, también estudió medicina y psiquiatría en Padua, doctorándose en 1972 con la tesis Aberración y momentos criminológicos en la transmisión fenomenológica de la obra de arte. Después fue a los cursos de Darmstadt para perfeccionar la composición con Stockhausen y Maderna.
Por otro lado Sinopoli estudió dirección en Viena con Hans Swarowski entre 1972 y 1975. En 1975 debuta como director y funda en Venecia el Bruno Maderna Ensemble para la difusión de la música contemporánea. En 1978, Sinopoli se presentó en Venecia como director operístico con una representación de Aida de Verdi que tuvo un éxito notable, aunque dicho triunfo no le apartó de su faceta como compositor. Un par de años más tarde, Sinopoli decidió abandonar su actividad compositiva tras el fracaso cosechado por su ópera Lou Salome en Múnich que él mismo dirigió. Centrado desde entonces en la dirección orquestal, Sinopoli fue requerido ese mismo año de 1980 para actuar en la Ópera Alemana de Berlín y trabajar estrechamente el repertorio italiano en colaboración con el entonces director titular de la institución berlinesa, Götz Friedrich.
En 1983 fue nombrado director de la Orquesta de la Accademia Nazionale di Santa Cecilia de Roma entre 1983-1987. En 1980 debutó en la Wiener Staatsoper con Attila, en 1985 en el Metropolitan Opera dirigiendo Tosca, en el Festival de Bayreuth en Tannhäuser y en Covent Garden en Manon Lescaut con Plácido Domingo y Kiri Te Kanawa.
Sucedió a Riccardo Muti en la dirección de la Philharmonia Orchestra entre 1984-1995. Sinopoli se mantuvo al frente de esta formación londinense por espacio de una década y durante este tiempo realizó una copiosa actividad discográfica, entre la que destacó la integral sinfónica de Mahler.
Sinopoli fue nombrado en 1990 director musical de la Deutsche Oper de Berlín y un par de años más tarde director titular de la  Orquesta Estatal Sajona de Dresde. Mediante estos dos relevantes cargos, Sinopoli se convirtió en una de las personalidades musicales más importantes de Alemania. Su periodo al frente de la orquesta sajona le permitió afianzar el estilo que ya había consolidado con la Philharmonia.
El esperado debut de Sinopoli en La Scala no se produjo hasta 1994, después de haber dirigido unos años antes en Roma El anillo del nibelungo de Wagner en versión de concierto durante cuatro sesiones, que fueron alabadas por la crítica. En 1998, Sinopoli fue nombrado director del Maggio Musicale Fiorentino y del Teatro Communale de dicha ciudad, cargos que alternó con sus obligaciones en Alemania y con su constante presencia en los festivales de Salzburgo y Lucerna. También fue un habitual del Festival de Bayreuth, donde dirigió anualmente de 1985 hasta su fallecimiento (a excepción de 1988): Tannhäuser (1985-1989), El holandés errante (1990-1993), Parsifal (1994-1999) y El anillo del nibelungo (2000).
Tuvo un infarto el 20 de abril de 2001 mientras dirigía el tercer acto de la ópera Aída -la misma obra con la que debutó como director en Venecia en 1978- en la Deutsche Oper Berlin, entidad que había dirigido brevemente en 1990. Tuvo el infarto durante la escena en la escena del encuentro de la esclava Aída con el general Radamés, se le intentó reanimar con masajes cardíacos y fue trasladado al Centro Cardíaco Alemán donde fue declarado muerto ya en la madrugada del sábado 21 de abril de 2001. Se dio la circunstancia de que aquella representación de Aída estaba dedicada al antiguo director de la Deutsche Oper, Götz Friedrich, fallecido apenas cinco meses antes. Sinopoli dos días antes había recibido el título de diplomado en arqueología por la Universidad de Roma. Sus funerales fueron presididos por el presidente y el primer ministro de Italia y a los mismos asistió la orquesta de La Scala para ejecutar una serie de fragmentos dedicados a su memoria.
Dejó un importante legado discográfico, del que destacan sus versiones de Bruckner, Richard Strauss y la integral de sinfonías de Gustav Mahler. Sus últimas grabaciones incluyeron Ariadne auf Naxos y Friedenstag de Richard Strauss así como el Stabat Mater de Antonín Dvořák.
Estaba casado con Silvia Capellini, con quien tuvo sus dos hijos, Giovanni y Marco.

## Composiciones
- Sintassi Teatrali (1968): “Frammento n. 48 da Alcmane” , “ Frammenti n.2-4-80 da Saffo”, “ Stasimo IV ed Esodo da Edipo Re di Sofocle”.
- Erfahrungen (1968)
- 5 studi su 3 parametri, música electrónica (1969)
- Musica per calcolatori analogici, música electrónica (1969)
- Strutture per piano (31/8/1969)
- Sunyata, Thema con varianti per soprano e quintetto d’archi su testo di Kridaya Sutra, (1970).
- Numquid et unum per clavicembalo e flauto (1970) dedicato a Franco Donatoni.
- Isoritmi, música electrónica (1971)
- Opus Daleth per orchestra (1971 al Teatro La Fenice di Venezia diretta da Ettore Gracis)
- Opus Ghimel per orchestra da camera (1971)
- Opus Schir per mezzosoprano e strumenti su liriche di Rolando Damiani (1971)
- Numquid per oboe, corno inglese, oboe d'amore (1972) , dedicato a Lothar Faber.
- Hecklephon per piano, clavicembalo e celesta (1972)
- Per clavicembalo (1972), dedicato a Mariolina De Robertis.
- Isoritmi II - Volts, música electrónica (1972)
- Sinfonía imaginaire per voci soliste, 10 voci bianche, 3 cori e 3 orchestre (1973)
- Klaviersonate per piano (1977), dedicato a Katia Wittlich
- Klavierkonzert per piano e orchestra (1974)
- Souvenirs à la mémoire per 2 soprani, controtenore e orchestra (1974) dedicato a Harry Halbreich
- Pour un livre à Venise per orchestra (1975). Prima raccolta: Costanzo Porta I - Contrappunto primo (dal Mottetto Gloriosa Virgo Caecilia di Costanzo Porta) II - Hommage à Costanzo Porta III – Canzone “La Gerometta” ( doppio coro ) ( da Costanzo Porta).
- Tombeau d'Armor I per orchestra (1976 al Teatro La Fenice)
- Requiem Hashshirim per coro a cappella (1976), dedicato a Paul Beusen.

*Archeology City Requiem per orchestra (1976) Prima esecuzione Parigi, 31 gennaio 1977, inaugurazione del Centro Georges Pompidou.
- Tombeau d'Armor II per grande orchestra (1977)
- Tombeau d'Armor III per violoncello e orchestra (1977)
- Quartetto per quartetto d'archi (1977)
- Kammerkonzert per pianoforte, fiati, percussioni, arpa, celesta e clavicembalo (1977-78)
- Lou Salomé, opera teatrale, libretto di Karl Dietrich Gräwe (1981)

## Discografía selecta
- Beethoven: Conciertos para piano n.º 1 & n.º 2. Martha Argerich
- Alban Berg: Concierto para violín; Concierto de cámara. Watanabe
- Brahms: Alt-rhapsodie, Nänie, Schicksalslied.
- Brahms: Un réquiem alemán. Lucia Popp, Wolfgang Brendel, Orquesta Filarmónica Checa
- Bruckner: Sinfonía n.º 4 "romantische"
- Bruckner: Sinfonía n.º 5. Staatskapelle Dresden
- Bruckner: Sinfonía n.º 7
- Bruckner: Sinfonía n.º 8; Strauss, R.: Metamorphosen.
- Bussotti: The Rara Requiem, etc. Taverna
- Chaikovski: Sinfonía n.º 6 "Pathétique"; Romeo y Julieta.
- Dvořák: Stabat Mater. Zvetkova, Botha
- Elgar: Sinfonías n.º 1 & n.º 2, etc. Philharmonia Orchestra
- Mahler: Das klagende Lied. Studer, Goldberg
- Mahler: Sinfonías n.º 1-10. Philharmonia Orchestra
- Mahler: Das Lied von der Erde. Vermilion, Lewis, Staatskapelle Dresden
- Manzoni: "Masse: Omaggio A Edgard Varèse"; Schoenberg
- Mascagni: Cavalleria rusticana. Agnes Baltsa, Domingo
- Mendelssohn: Sinfonía n.º 4; Schubert: Sinfonía n.º 8
- Mussorgsky & Ravel: Cuadros de una exposición, etc.
- Paganini & Saint-Saëns: Conciertos para violín. Gil Shaham
- Puccini: Madama Butterfly. Freni, Carreras
- Puccini: Manon Lescaut. Freni, Domingo, Renato Bruson
- Puccini: Manon Lescaut. Te Kanawa, Domingo, Allen
- Puccini: Tosca. Hildegard Behrens, Domingo, MET
- Puccini: Tosca. Freni, Domingo, Ramey
- Respighi: Pini di Roma, Fontane di Roma.
- Schoenberg: Pierrot Lunaire, Erwartung
- Schoenberg: Pelleas & Melisande, Verklarte Nacht
- Schubert: Sinfonías n.º 8 & n.º 9. Staatskapelle Dresden
- Scriabin: Sinfonías n.º 3 & n.º 4. Filarmónica de Nueva York
- Sibelius & Chaikovski: Conciertos para violín. Shaham
- Sinopoli: Lou Salomé, Suites. Popp, Carreras
- Strauss, R.: Ariadne auf Naxos. Deborah Voigt, Ben Heppner, Natalie Dessay, Anne Sofie von Otter
- Strauss, R.: Die Frau ohne Schatten. Deborah Voigt, Ben Heppner
- Strauss, R.: Ein Heldenleben, Don Juan
- Strauss, R.: Elektra. Marc, Voigt, Schwarz
- Strauss, R.: Cuatro últimas canciones; Wagner: Wesendonck Lieder. Cheryl Studer
- Strauss, R.: Josephs Legende. Staatskapelle Dresden
- Strauss, R.: Salomé. Studer, Bryn Terfel, Leonie Rysanek
- Verdi: Attila. Ghiaurov, Cappuccili
- Verdi: La forza del destino. Plowright
- Verdi: Macbeth. Zampieri, Bruson, Neil Shicoff, DVD
- Verdi: Nabucco. Ghena Dimitrova, Piero Cappuccilli, Domingo
- Verdi: Rigoletto. Edita Gruberová, Brigitte Fassbaender, Shicoff
- Wagner: Der Fliegende Holländer. Weikl
- Wagner: Tannhäuser. Domingo, Studer, Schmidt
- Wagner: Tannhäuser. Versalle, Studer, Bayreuth DVD
- Wagner: Parsifal. Elming, Sotin, Watson, Struckmann, Bayreuth DVD